# 大分県道511号大分港線
大分県道511号大分港線（おおいたけんどう511ごう おおいたこうせん）は、大分県大分市を通る一般県道である。

## 概要
大分港付近の起点から大分市中心部の終点へ向かう県道である。
大分駅から北に延びる大分市道中央通り線（通称 中央通り）で起点の昭和通り交差点で接続し、大分港へと北上する。また、終点では国道197号と交差する。
起点から大分県道22号大在大分港線（通称 臨海産業道路）との交点である新川交差点までは、中央通りから引き続き6車線（片側3車線）と幅が広く、沿線に大分中央警察署、大分法務合同庁舎、大分地方裁判所などの官公庁などが建ち並ぶ。
起点である大分港付近から新川交差点までは2車線に変わる。新川交差点から終点の先まではほぼ南へ直進するが、途中の交差点で南南東にやや進路が変わり、その向きで直進して終点の昭和通り交差点に至る。

### 路線データ
- 起点：大分県大分市新川町2丁目（新川町2丁目交差点、大分港前[1]）
- 終点：大分県大分市都町1丁目（昭和通り交差点、国道197号交点[1]）

## 路線状況

### 幅員構成
| 幅員構成   | 幅員構成   | 延長    |
| ---------- | ---------- | ------- |
| 道路部幅員 | 道路部幅員 | 36.00 m |
| 車道部幅員 | 車道部幅員 | 22.00 m |
| 車道幅員   | 車道幅員   | 20.00 m |
| 中央帯幅員 | 中央帯幅員 | 02.00 m |
| 歩道幅員   | 下り       | 06.20 m |
| 歩道幅員   | 上り       | 06.20 m |

### 交通量
いずれも2010年（平成22年）の一般交通量調査による。
| 観測地点地名     | 昼間12時間自動車類交通量 | 昼間12時間自動車類交通量 | 昼間12時間自動車類交通量 | 24時間自動車類交通量 | 24時間自動車類交通量 | 24時間自動車類交通量 | 昼夜率 | 昼間12時間ピーク比率 | 24時間大型車混入率 | 混雑度 |
| ---------------- | ------------------------ | ------------------------ | ------------------------ | -------------------- | -------------------- | -------------------- | ------ | -------------------- | ------------------ | ------ |
| 大分市新川一丁目 | 7,893台                  | 1,247台                  | 9,140台                  | 10,590台             | 1,475台              | 12,065台             | 1.32 % | 9.4 %                | 13.6 %             | 0.57   |

## 地理

### 通過する自治体
- 大分市

### 交差する道路
| 交差する道路                            | 交差する場所 | 交差する場所          |
| --------------------------------------- | ------------ | --------------------- |
| 大分県道22号大在大分港線                | 住吉町1丁目  | 新川交差点            |
| 国道197号 / 臨海産業道路 国道217号 重複 | 都町1丁目    | 昭和通り交差点 / 終点 |

### 沿線
- 大分市立荷揚町小学校
- 大分中央警察署
- 大分法務総合庁舎（大分地方検察庁・大分区検察庁等）
- 大分地方裁判所・大分家庭裁判所
- 大分税務署
- みずほ銀行大分支店
- 大分税務署
- 大分市立中島小学校
- 大分短期大学
- 大分東明高等学校・向陽中学校
- Dプラザ
- 大分念法寺
- 大分合同庁舎
- 大分港